# Castello di Gropparello
Il castello di Gropparello è una rocca fortificata situata nel capoluogo dell'omonimo comune della provincia di Piacenza, su un picco di rocce ofiolitiche sovrastante un orrido sul cui fondo scorre il torrente Vezzeno.
Fa parte del circuito Associazione dei Castelli del Ducato di Parma, Piacenza e Pontremoli.

## Origini del nome
Originariamente, fino al XIX secolo, il castello era conosciuto come rocca di Cagnano, termine di derivazione latina che identificava il castello e il territorio immediatamente limitrofo. Al contrario, il toponimo Gropparello indicava originariamente tutto l'intero territorio circostante alla fortificazione. Nonostante il toponimo Gropparello non fosse direttamente associato al castello esso, di origine longobarda deve comunque la sua origine al maniero, infatti deriva dalla radice 'grop' che si identifica con la formazione montuosa su cui sorge il castello.

## Storia
Il castello venne edificato intorno al 789 sulla sede di un preesistente castrum romano risalente al II/III secolo a.C. posto a difesa della via per Veleia. Nell'810 (secondo altre fonti nel 780) Carlo Magno assegnò la giurisdizione della zona in cui ricadeva il castello al vescovo di Piacenza Giuliano II. Nell'840, al termine di una controversia che vide contrapporsi il capitolo della cattedrale e la mensa vescovile di Piacenza, il maniero venne assegnato a quest'ultima da parte del vescovo di Piacenza Seufredo II.
Nel 1255, nell'ambito delle contese tra guelfi e ghibellini, il castello, roccaforte guelfa, venne espugnato da parte delle truppe ghibelline di Oberto II Pallavicino, comandate da Azzo Guidoboi che, al termine del lungo assedio, ordinò l'abbattimento della cinta muraria. Il Pallavicino fu costretto a lasciare il castello pressoché indifeso a causa dalle faide scoppiate all'interno della fazione ghibellina; questo permise ai guelfi di riconquistare il forte, i cui sistemi di difesa vennero ripristinati e potenziati. Nel 1260 Oberto Pallavicino tentò per una seconda volta di prendere il castello inviando contro di esso uno schieramento di 400 soldati piacentini e cremonesi. Lo scontro tra le due fazioni, che prese il nome di battaglia dei 400 fanti dal numero degli assalitori, vide la vittoria della parte guelfa, che poteva contare su diversi uomini provenienti da Castell'Arquato, e il quasi completo annientamento dell'esercito pallaviciniano: i pochi superstiti furono condotti a Piacenza, dove subirono la condanna a morte per impiccagione nel Campo della Fiera.
La tradizione narra che negli ultimi anni del Duecento Rosania Fulgosio, consorte del feudatario del castello, Pietrone da Cagnano, il quale era stato da lei tradito in favore di Lancillotto Anguissola che aveva occupato brevemente il forte in un periodo di assenza del signore, venne murata viva in una delle stanze del castello. Da allora, secondo la leggenda, il suo spirito si aggirerebbe all'interno dell'edificio.
Nei primi anni del XIV secolo il castello fu concesso ai propri eredi da parte del vescovo di Piacenza Filippo Fulgosio. Nel 1335, a seguito della fine dell'egemonia guelfa sulla città di Piacenza, i Fulgosio furono obbligati a ritirarsi all'interno della fortificazione. Nel 1464 il duca di Milano Francesco Sforza mise fine al dominio della famiglia Fulgosio concedendo il maniero a Galeazzo Campofregoso a segno di ringraziamento per i servigi svolti da quest'ultimo in favore del sovrano. Nel 1471 il castello, dopo essere stato parte della dote di Lucrezia, nipote di Galeazzo, cambiò proprietario, entrando nelle disponibilità di Pier Antonio Attendolo da Cotignola.
Tra il 1503 e il 1508 il castello entrò in possesso, a seguito di un lascito ereditario, del milanese Carlo Borri, cognato dell'Attendolo, che mantenne solo l'usufrutto dell'edificio fino alla propria morte. In seguito, dopo che l'Attendolo si era ribellato al governo francese, il castello passò a Giovanni da Montechino, salvo essere poi requisito dal fisco nel 1518 dopo che Giovanni aveva mancato di onorare alcuni pagamenti. Nel giugno del 1519 il castello venne posto sotto la custodia del novarese G. Antonio De Turchis. Nel 1531 Carlo Borri riuscì a dimostrare, al termine di una causa che lo vedeva contrapposto a Gian Giacomo Anguissola, discendente di Pier Antonio Attendolo. Il castello rimase agli eredi del Borri fino al 1599 quando Camillo Borri ne cedette la proprietà alla Camera Ducale farnesiana; il castello diventava così direttamente dipendente dal duca di Parma e Piacenza Ranuccio I Farnese. Il duca decise di assegnare la fortificazione a Marcantonio Anguissola, il quale ricevette anche il titolo di conte di Gropparello, originando così il ramo di Gropparello della famiglia Anguissola che mantenne la proprietà del castello fino all'Ottocento quando, dopo la morte di Gaetano Anguissola, si estinse.
Negli anni successivi il castello venne messo in vendita e conobbe un periodo di abbandono, venendo anche riadattato a scopi rurali; l'edificio passò ai Balduzzi, poi, nel 1830 a Francesco Segadelli e nel 1845 alla famiglia Vallavanti fino a che, nel 1869 non venne acquistato da parte del conte Ludovico Marazzani Visconti Terzi, il quale ne affidò il restauro all'architetto Camillo Guidotti, conosciuto per aver restaurato la cattedrale di Piacenza e il castello di Rezzanello. Il restauro seguì il gusto dell'epoca e vide l'introduzione di elementi tipicamente neogotici.
Durante la seconda guerra mondiale, nell'ambito della resistenza partigiana, il castello venne occupato dalle truppe tedesche che lo adibirono a sede di una guarnigione delle SS, grazie alla sua posizione strategica lungo la strada che collegava la pianura Padana ai pozzi petroliferi situati a Montechino.
Al termine del conflitto mondiale, il forte venne nuovamente abbandonato, rimanendo in precarie condizioni di conservazione fino al 1994 quando venne acquisito da parte della famiglia Gibelli, che lo adibì a propria dimora e, parallelamente, ne avviò lo sfruttamento con diverse attività di carattere culturale, come le visite guidate e ludiche per bambini, come il parco delle fiabe.

## Struttura

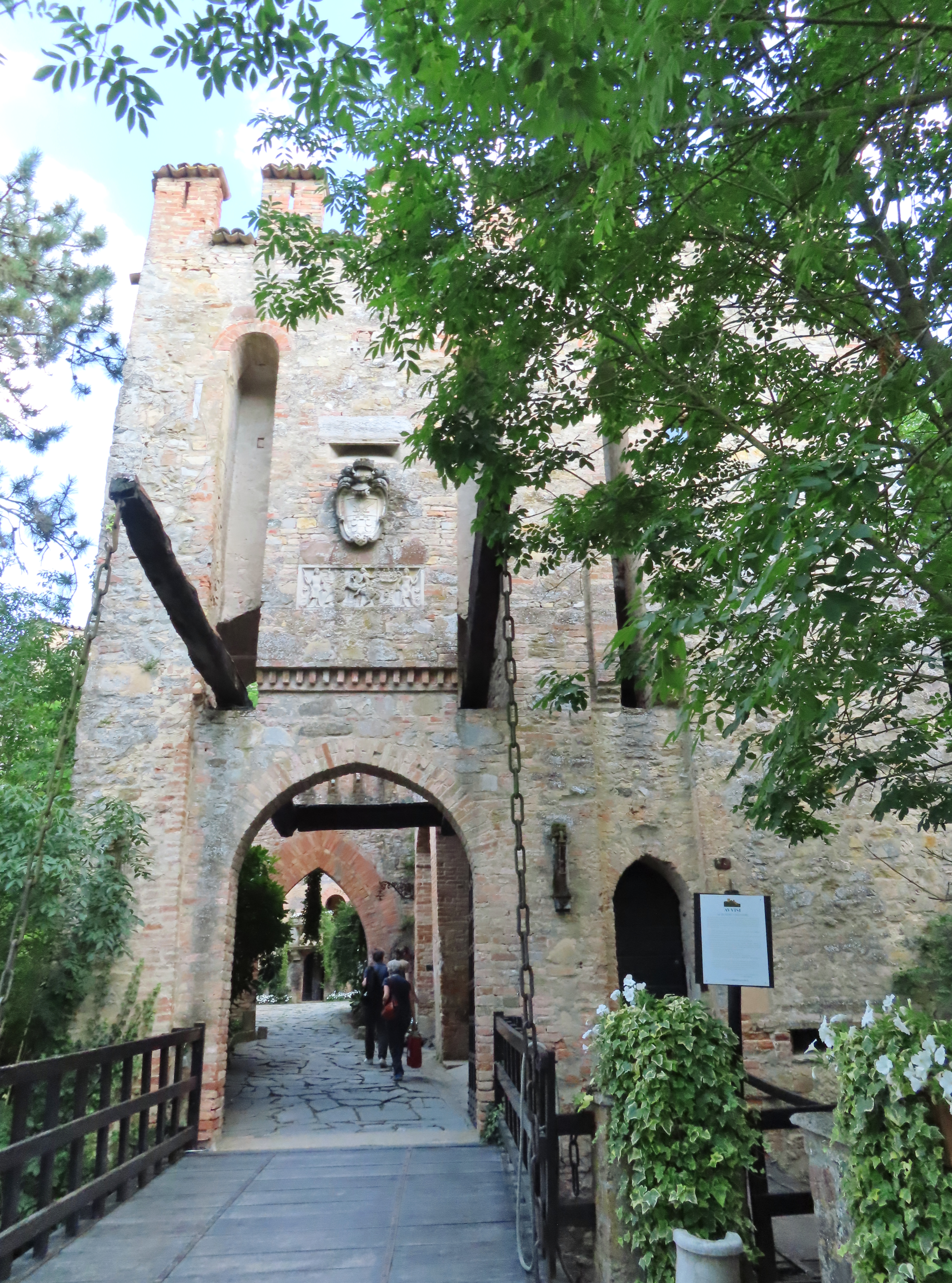
Torre d'ingresso

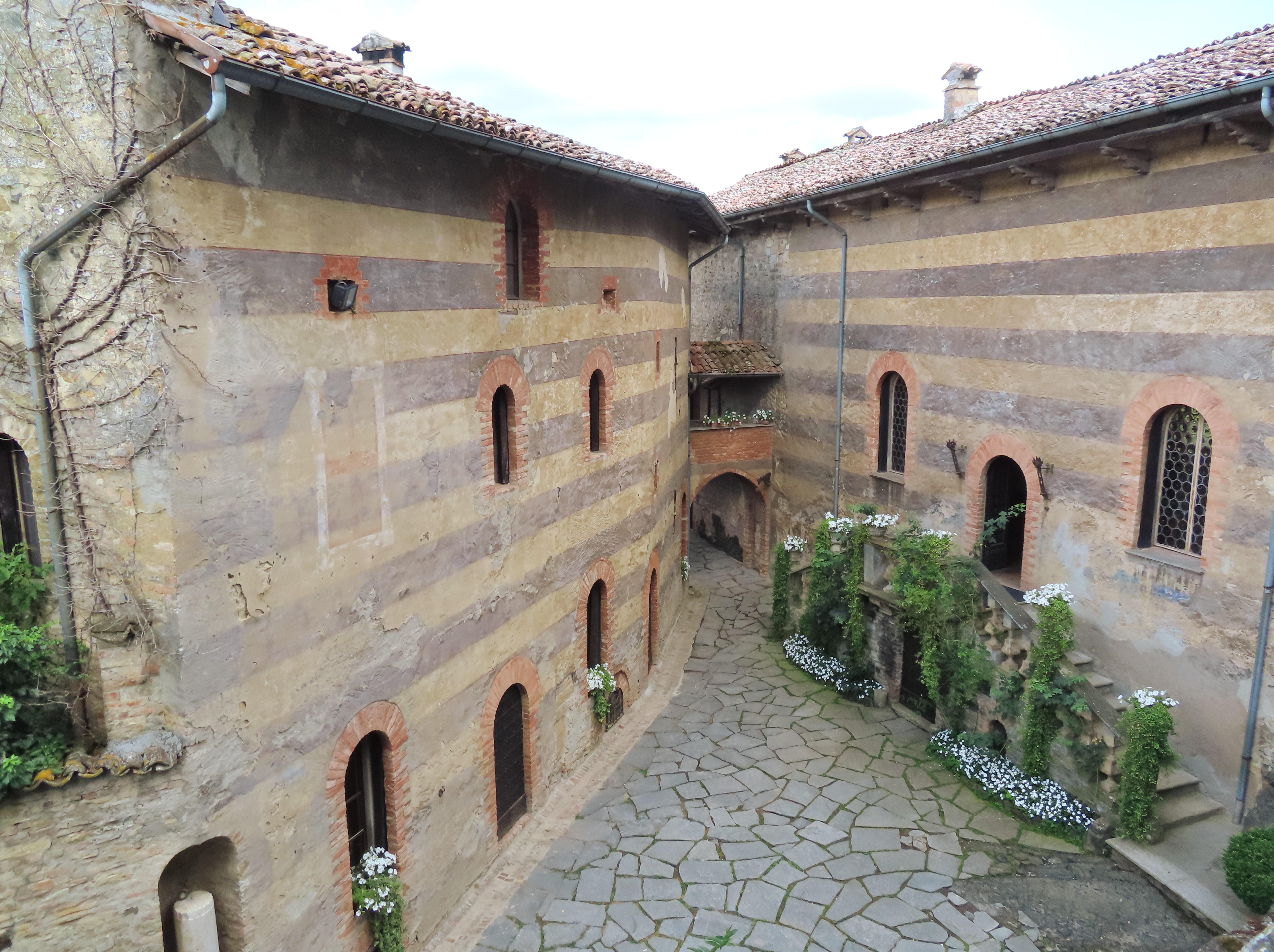
Cortile interno

Il castello presenta una commistione di elementi risalenti a periodi storici diversi, che hanno gradualmente alterato la fisionomia originaria del complesso; ciò si evidenzia in special modo nella distribuzione planimetrica dei corpi di fabbrica, i quali sono, però, tutti accomunati da un rigoroso stile di architettura fortificata. Il complesso si caratterizza per una pianta irregolare, fatto dovuto, oltreché ai diversi periodi di costruzione degli edifici, anche alle caratteristiche morfologiche del terreno.

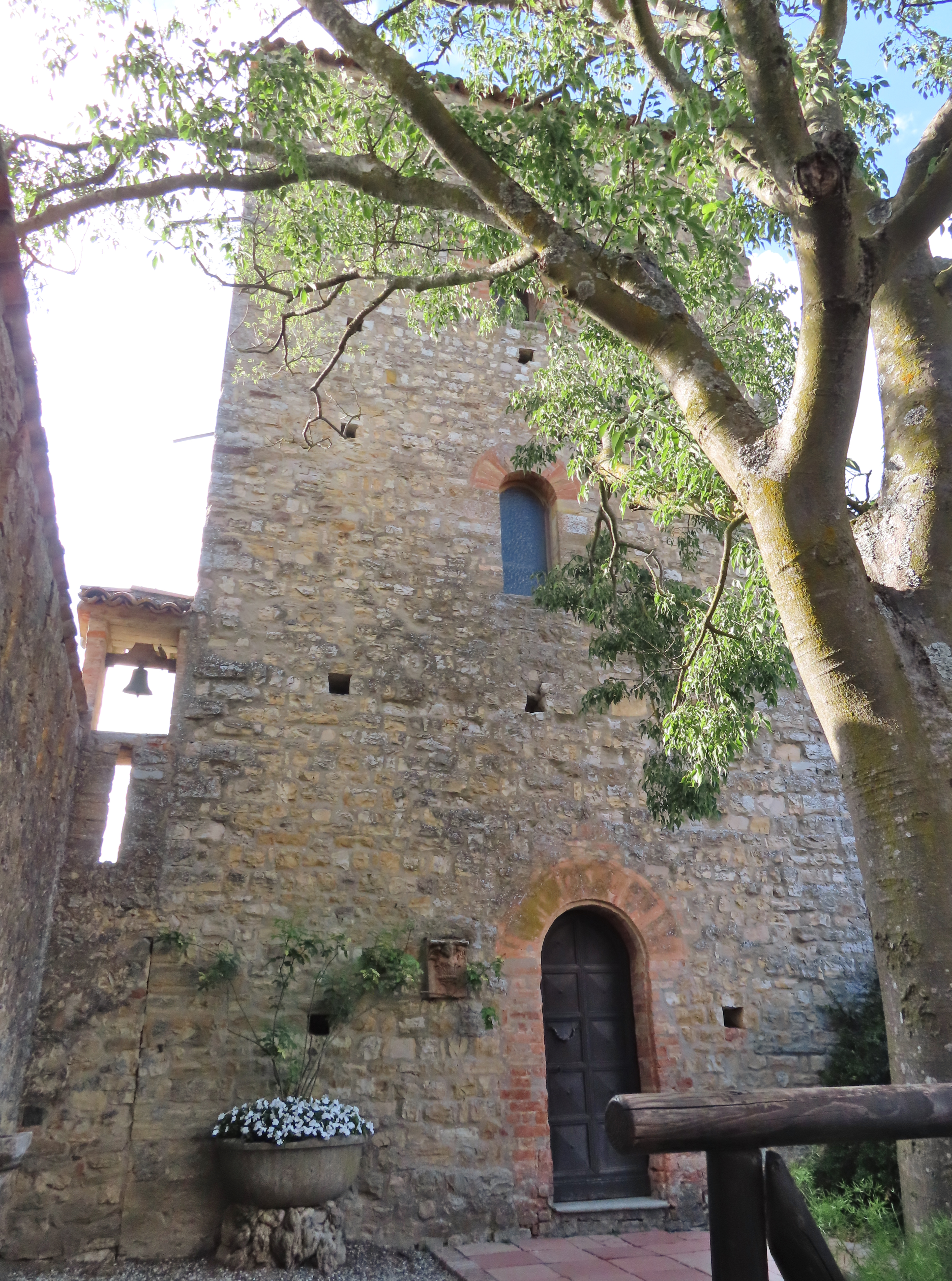
Mastio

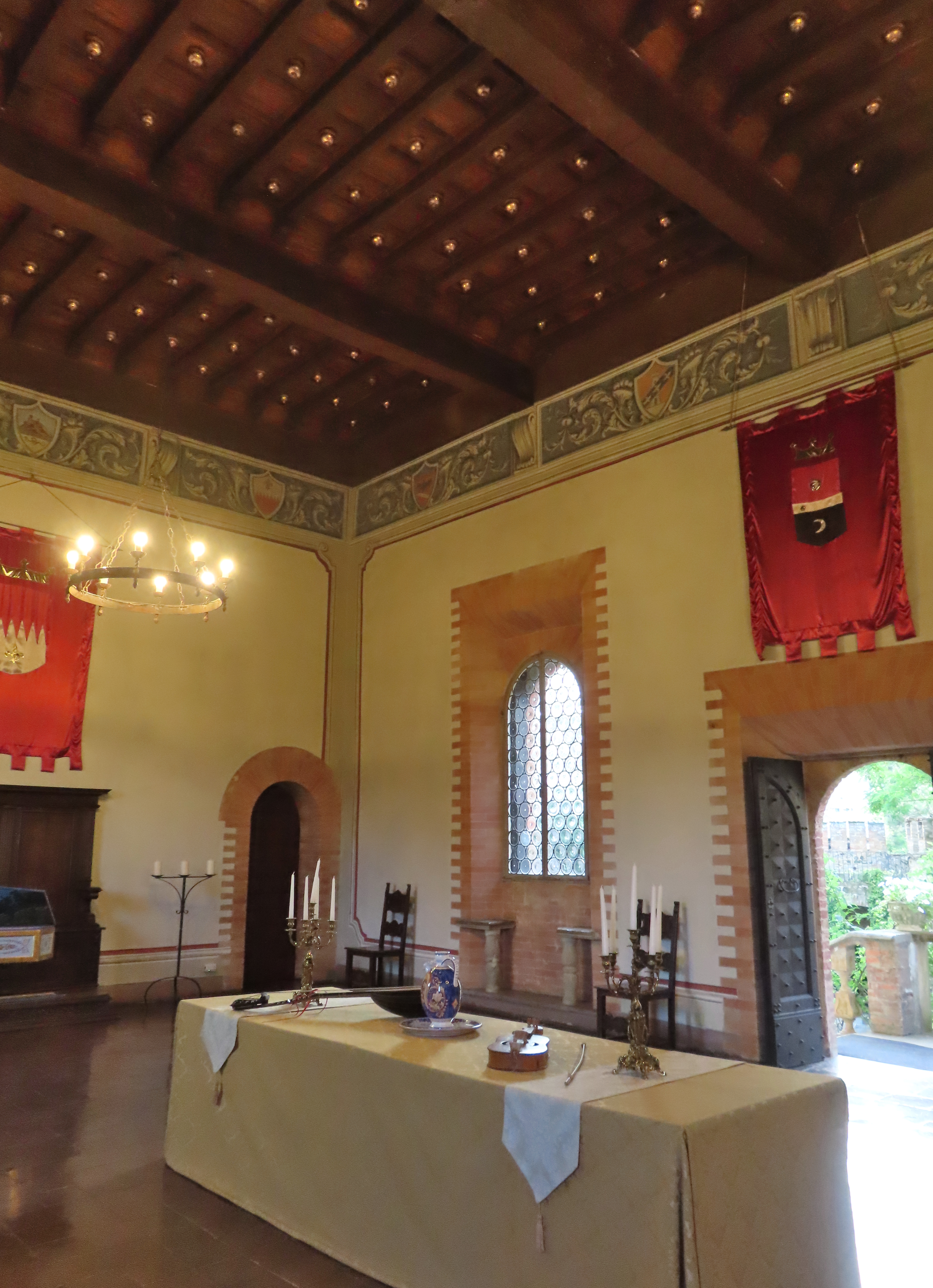
Sala delle Armi

Al centro del complesso si trova il mastio rettangolare risalente al periodo compreso tra l'XI e il XII secolo; esso si sviluppa su tre livelli, mentre sulla sua sommità si trova una terrazza utilizzata per l'avvistamento dei movimenti di truppe nemiche. In posizione opposta rispetto al mastio si trova una torre a base quadrata dotata di merlatura in stile guelfo; le torri sono collegate tra di loro dal corpo centrale del castello, su cui si elevano altre due torri: un torrione di forma circolare dotato di apparato a sporgere e il torrione d'ingresso, di altezza appena superiore rispetto alla linea di cinta e dotato di merlatura. Questi edifici sono circondati da una prima cinta muraria, la cui merlatura è analoga a quella presente sulla sommità della torre quadrata.
Al corpo principale del castello, che subì dei lavori di rifacimento durante il XV secolo, si accede mediante una scala formata da due rampe simmetriche tra loro. Al primo piano si trovano la sala delle armi, la sala da pranzo, che contiene un camino di stile italiano risalente al XVI secolo e decorato con temi presi dalla mitologia classica, tra cui spicca il ratto d'Europa presente sull'architrave, un salottino da conversazione, la camera dell’alcova, successivamente adibita a sala della musica e uno studio.

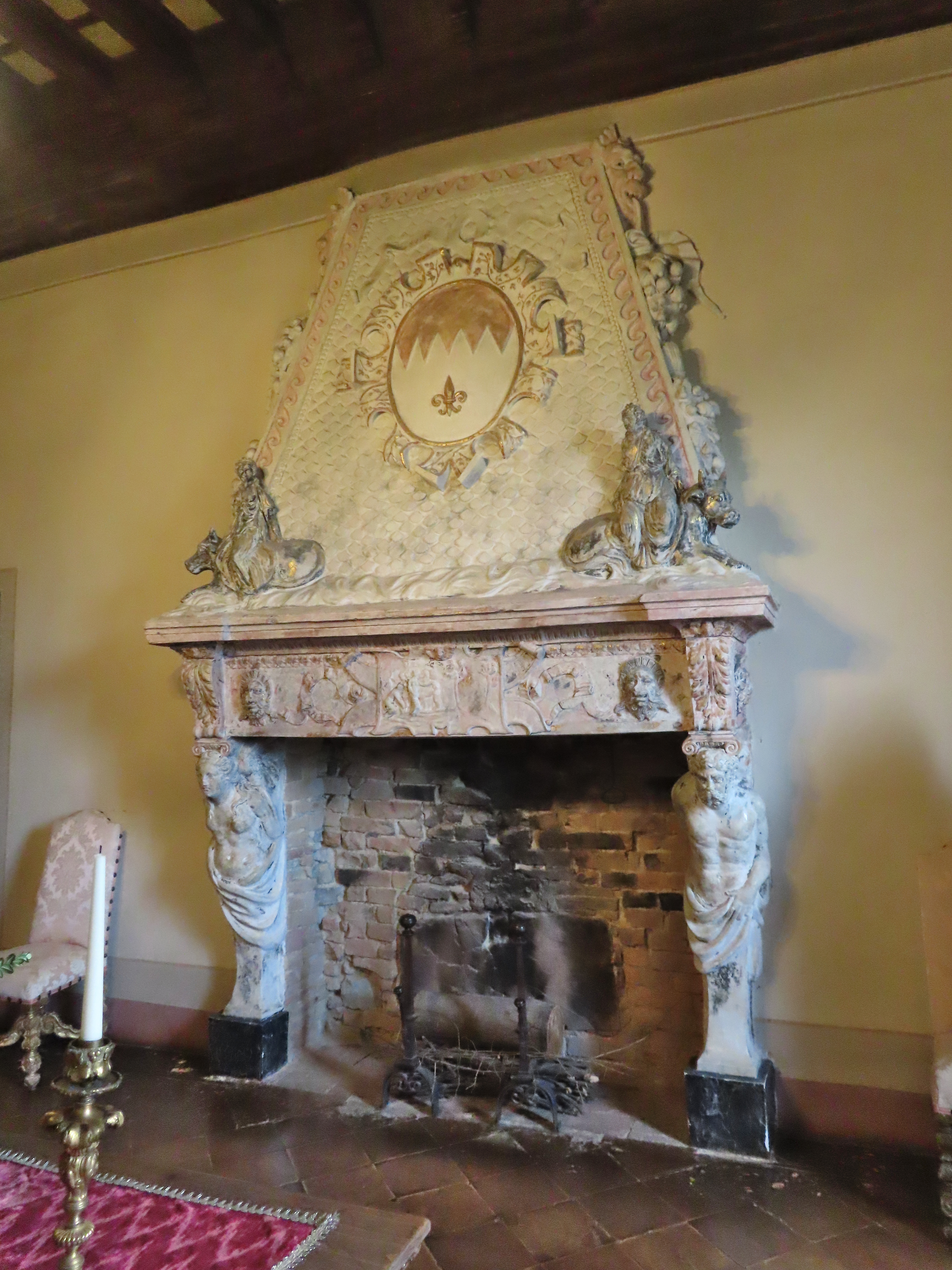
Camino della sala da pranzo

Sia il piano superiore che il piano interrato ospitavano, invece, locali di servizio: al piano alto si trovava il granaio dove erano conservate le derrate alimentari, mentre nel piano interrato, ricavato direttamente nelle rocce poste alla base del castello, erano presenti le cucine e la ghiacciaia.
L'accesso all'interno delle mura è permesso tramite due passaggi dotati di archi a sesto acuto, uno dedicato esclusivamente ai pedoni ("pusterla") e l'altro carrabile, che erano inizialmente dotati di ponte levatoio a superare un fossato a secco, che circonda il complesso su tre lati. Tutto il complesso è ulteriormente chiuso da una seconda cinta muraria che contiene al suo interno anche un vasto cortile dal profilo irregolare. Tutta la seconda cinta di mura è percorsa da un camminamento di ronda.

### Il parco
Il castello è circondato all'esterno da un parco che si estende per circa 20 ha percorsi da sentieri che collegano tra loro piccoli giardini e radure dove sono presenti alberi secolari. Diverse parti del parco, dalle vicinanze del corso del torrente Vezzeno fino ai pressi del castello, sono stato dotate di giardini terrazzati adibiti a roseto e ospitano il museo della Rosa Nascente, dove sono presenti un totale di circa 1 200 rose divise in 125 essenze diverse che occupano posizioni del parco diverse a seconda delle caratteristiche biologiche della specie.
Il parco ospita anche il Parco delle fiabe - Primo Parco Emotivo d'Italia, un parco didattico a tema medievale dedicato ai bambini che, accompagnati da figuranti in costume, possono partecipare ad un'avventura guidata a tema fantastico.

## Il castello nella cultura di massa
All'interno del castello nel 2008 è stato girato il cortometraggio La fuga di Rosania, ispirato alla figura di Rosania Fulgosio e diretto da Giuseppe Zironi, fumettista e regista televisivo di Reggio Emilia, e presentato al Reggio Film Festival del 2008.